# Санкт-Файт-им-Мюлькрайс
Санкт-Файт-им-Мюлькрайс (нем. Sankt Veit im Mühlkreis) — коммуна (нем. Gemeinde) в Австрии, в федеральной земле Верхняя Австрия. 
Входит в состав округа Рорбах.  Население составляет 1171 человек (на 31 декабря 2005 года). Занимает площадь 16 км². Официальный код  —  41 337.

## Политическая ситуация
Бургомистр коммуны — Франц Хеэнбергер (АНП) по результатам выборов 2003 года.
Совет представителей коммуны (нем. Gemeinderat) состоит из 19 мест.
- АНП занимает 13 мест.
- СДПА занимает 4 места.
- АПС занимает 2 места.